# Nam Cung Trường Vạn
Nam Cung Trường Vạn (chữ Hán: 南宫长万; ? – 682 TCN), là tướng của nước Tống thời Xuân Thu trong lịch sử Trung Quốc.

## Thân thế và tính cách
Nam Cung Trường Vạn là một trong những danh tướng xuất sắc nhất thời Xuân Thu mà nước Tống từng có. Ông có sức mạnh rất khủng khiếp, vóc dáng cao lớn hơn người, một mình có thể đánh bại cả hàng trăm binh sĩ. Nhưng Nam Cung Trường Vạn lại là một người hữu dũng vô mưu, và danh tướng Lữ Bố thời Tam Quốc chính là bản sao hoàn chỉnh nhất của ông, nhất là phần tính cách.
Đương thời, Nam Cung Trường Vạn được mệnh danh là "Đệ nhất dũng sĩ nước Tống". Tề danh với ông có Thuyên Tôn Sinh, tức Cơ Thuyên Tôn, Đại tướng quân nước Lỗ, cũng được mệnh danh là "Đệ nhất dũng sĩ nước Lỗ".

## Giao chiến với quân Lỗ, bị bắt và trở thành tù binh
Năm 684 TCN, Tề Hoàn công mang quân đánh Lỗ. Lỗ Trang công dùng Tào Quế làm tướng và đại phá quân Tề ở Trường Thược. Sau đó Tề Hoàn công làm theo kế của Bào Thúc Nha, sai sứ giả sang nước Tống xin chi viện và cùng nhau hợp sức đánh Lỗ. Tống Mẫn công muốn giao hảo với nước Tề nên chấp nhận cùng Tề đánh Lỗ, ông cử Nam Cung Trường Vạn làm chủ tướng, Mãnh Hoạch làm phó tướng mang quân đến Lang Thành và cùng Bào Thúc Nha đánh Lỗ.
Lỗ Trang công nghe quân báo về thì hết sức lo sợ vì Nam Cung Trường Vạn nổi tiếng là người có sức mạnh phi thường, công tử Yển nước Lỗ liền lên thành dò xét thực lực quân Tề và Tống. Sau khi xem xét thì công tử Yển thấy Bào Thúc Nha lần này hành động cẩn trọng không như lúc ở Trường Thược, chỉ có Nam Cung Trường Vạn ỷ có sức nên không có phòng bị gì. Thế là ông liền hiến kế là chỉ cần đánh tan quân Tống là quân Tề tự khắc rút. Lỗ Trang công còn ngại Nam Cung Trường Vạn nên có ý dè chừng, nhưng thấy công tử Yển hạ quyết tâm nên Lỗ Trang công cũng bằng lòng cho ông xuất binh đánh Tống và dặn ông phải thật cẩn thận.
Đêm xuống, công tử Yển lấy hơn trăm miếng da cọp phủ lên mình ngựa, rồi hạ lệnh cho quân Lỗ dẹp hết cờ trống và âm thầm vượt qua cửa Vu Môn. Quân Lỗ đi nhẹ nhàng tới đại bản doanh của quân Tống mà chẳng một ai hay biết gì, ngay lập tức công tử Yển hạ lệnh cho toàn quân cùng xông thẳng vào trại quân Tống. Quân Tống tưởng nhầm đoàn ngựa đó là bầy cọp nên hoảng sợ mà bỏ chạy tán loạn. Nam Cung Trường Vạn thấy quân sĩ của mình bỏ chạy thì cũng thúc ngựa tháo chạy chứ không dám ở lại cự địch. Lỗ Trang công kéo viện binh đến hỗ trợ cho công tử Yển, quân Lỗ thừa thắng xông lên và giết chết rất nhiều quân Tống. Thấy quân Lỗ truy đuổi mãi không chịu buông tha, Nam Cung Trường Vạn nói với Mãnh Hoạch: "Bây giờ nếu không tử chiến ắt bị giặc bắt!", Mãnh Hoạch nghe nói vậy liền quay đầu ngựa lại và cùng Nam Cung Trường Vạn tử chiến với quân Lỗ.
Nam Cung Trường Vạn tả xung hữu đột trong vòng vây quân Lỗ, một mình dùng thương đâm chết rất nhiều binh sĩ nước Lỗ. Lỗ Trang công trông thấy cảnh tượng đó liền nói với tướng Cơ Thuyên Tôn (姬歂孙): "Khanh cũng là đệ nhất dũng sĩ của nước Lỗ, nay dám đương đầu với Nam Cung Trường Vạn một phen không?". Cơ Thuyên Tôn gật đầu, vác kích xông tới tấn công Nam Cung Trường Vạn nhưng bị đánh bật lại; không những thế, đòn phản công của Nam Cung Trường Vạn mạnh đến mức khiến Cơ Thuyên Tôn tí nữa thì làm rơi binh khí. Lỗ Trang công thấy Cơ Thuyên Tôn không đấu lại được Nam Cung Trường Vạn thì liền dùng tên bắn yểm trợ, mũi tên bay trúng vào vai phải Nam Cung Trường Vạn. Bị bất ngờ nên Nam Cung Trường Vạn bị phân tâm, trong lúc đang loay hoay rút mũi tên ra thì Cơ Thuyên Tôn thừa cơ dùng giáo đâm vào đùi trái của ông. Nam Cung Trường Vạn té nhào xuống đất và lật đật toan chạy, nhưng quân Lỗ liền xông tới và bắt trói ông. Mãnh Hoạch trông thấy chủ tướng bị bắt thì liền tháo chạy. Quân Tề thấy quân Tống đại bại nên đành rút quân về nước. Lỗ Trang công truyền quân sĩ điệu Nam Cung Trường Vạn vào. Dù bị thương rất nặng nhưng ông vẫn đứng thẳng người, không hề tỏ ra đau đớn. Lỗ Trang công lấy làm thán phục nên lấy lễ mà đãi Nam Cung Trường Vạn.
Cùng năm đó, Tề Hoàn công sai quan Đại hành là Thấp Bằng sang nhà Chu để cầu hôn. Sang năm sau, Chu Trang vương sai sứ sang nước Lỗ, nhờ Lỗ Trang công đứng ra làm chủ hôn cho công chúa Vương Cơ và Tề Hoàn công. Cũng nhờ hôn sự đấy mà hai nước Tề và Lỗ lại giao hảo với nhau, bỏ hết thù oán cũ. Nước Tống vừa đó bị một trận lụt lớn, các chư hầu đều cho sứ sang hỏi thăm. Lỗ Trang công trước kia có thù với Tống, nhưng nay đã làm hòa với nước Tề thì cũng không còn ghét Tống nữa nên ông cũng cho sứ sang thăm. Nước Tống cảm kích trước sự độ lượng của Lỗ Trang công nên cũng cho sứ sang đáp lễ và xin chuộc lại Nam Cung Trường Vạn, Lỗ Trang công đồng ý thả người.

## Mâu thuẫn với Tống Mẫn công, giết một lúc ba người và làm loạn cả nước Tống
Nam Cung Trường Vạn về nước Tống, vừa gặp mặt thì Tống Mẫn công liền nói đùa một câu:
"Ngày trước ngươi là tướng quân, ta rất mực kính yêu, nhưng giờ ngươi là tù nhân của nước Lỗ, ta không còn kính yêu nữa."
Nam Cung Trường Vạn nghe vậy thì thẹn đỏ mặt, cáo từ lui ra. Quan Đại phu Cừu Mục (仇牧) thấy vậy liền khuyên Tống Mẫn công:
"Vua tôi giao thiệp với nhau cần phải đứng đắn, không nên nói đùa bỡn làm mất lễ nghi, sinh điều khinh lờn phản nghịch, xin Chúa công xét lại."
Tống Mẫn công nói:
"Ta và Nam Cung Trường Vạn quá ư là thân thiết, đã thân thiết mà còn giữ lễ thì sao gọi là thân? Ta thấy nói đùa một câu cũng chả hại gì."
Năm 682 TCN, Chu Trang vương mất, thái tử Cơ Hồ Tề lên nối ngôi nhà Chu, tức Chu Ly vương. Chu Ly vương gửi cáo phó đến khắp chư hầu trong cả nước. Lúc đến nước Tống thì gặp Tống Mẫn công đang cùng các cung phi vui chơi tại Mông Trạch, rồi yêu cầu Nam Cung Trường Vạn ném kích làm trò vui. Nguyên Nam Cung Trường Vạn có tài ném kích lên trời, cao đến mấy trượng, rồi lại đưa tay bắt lấy, trăm cái không trật. Bọn cung nhân nghe nói thế cũng tò mò muốn xem, nên Tống Mẫn công cho Nam Cung Trường Vạn theo hầu và bảo làm trò ném kích ấy. Các cung nhân xem thấy tài ném kích của Trường Vạn đều vỗ tay khen không dứt lời. Tống Mẫn công tỏ vẻ không hài lòng, có ý ghen tài nên liền sai nội thị đem bàn cờ ra để đánh với Nam Cung Trường Vạn, hễ ai thua phải uống một bát rượu thật lớn. Tống Mẫn công vốn là tay cao cờ nên vì thế Nam Cung Trường Vạn thua liền năm ván. Nam Cung Trường Vạn phải uống luôn năm bát rượu nên đã ngà ngà say, nhưng vẫn chưa chịu thua nên xin đánh thêm một ván nữa. Tống Mẫn công nói:
"Tù nhân thì tất phải thua thôi, dù có đánh thêm mấy ván cũng chẳng thắng nổi."
Nam Cung Trường Vạn cảm thấy xấu hổ, ngồi lặng thinh không nói câu nào, bỗng có tin sứ nhà Chu đem thiếp cáo phó đến, Tống Mẫn công nói:
"Thế thì ta phải sai người đến Chu triều một chuyến để điếu tang và chúc mừng vua mới."
Nam Cung Trường Vạn nói:
"Tôi nghe nói kinh đô nhà Chu đẹp lắm mà chưa có dịp nào đến để thấy tận mắt, xin Chúa công cho tôi đi sứ."
Tống Mẫn công vừa cười vừa nói:
"Khi nào nước Tống không còn ai nữa thì mới sai tù nhân đi sứ."
Các cung nhân nghe thế đều cười ầm cả lên. Nam Cung Trường Vạn mặt đỏ bừng, vì thẹn quá mà hóa giận, lại đang lúc say rượu chẳng còn nghĩ gì đến đạo vua tôi, lớn miệng mắng:
"Hôn quân vô lễ. Ngươi nên biết rằng tù nhân cũng có thể giết người được."
Tống Mẫn công nổi giận quát lại:
"A, thằng tù nhân, mày dám nói năng càn rỡ đến thế sao?"
Nói xong, giật cây kích của Nam Cung Trường Vạn toan đâm một nhát, nào ngờ Nam Cung Trường Vạn nhanh tay giật ngay cái bàn cờ đập vào đầu Tống Mẫn công té xuống rồi bồi thêm mấy cái. Tống Mẫn công chết tươi, bọn cung nhân kinh hãi bỏ chạy tán loạn. Nam Cung Trường Vạn vẫn chưa nguôi giận, tay xách kích ra khỏi cung và vừa gặp ngay quan Đại phu Cừu Mục đang đi tới. Cừu Mục hỏi:
"Chúa công đang ở đây hả?"
Nam Cung Trường Vạn đáp:
"Hôn quân vô lễ! Ta đã giết hắn rồi, chớ hỏi làm gì!"
Cừu Mục tưởng Nam Cung Trường Vạn đang say rượu nên nói sảng, bèn mỉm cười đáp:
"Ngài uống bao nhiêu ly rượu rồi mà để đến nỗi say thế này?"
Nam Cung Trường Vạn nói:
"Ta không say rượu, ta nói thật đấy."
Ông giơ bàn tay vẫn còn dính máu lên cho Cừu Mục xem, Cừu Mục thất kinh liền mắng:
"Đồ phản nghịch giết vua, tội của mày khó mà dung thứ được!"
Nói xong Cừu Mục liền giơ cái hốt lên đánh Nam Cung Trường Vạn. Ông liền bỏ cây kích xuống, tay trái đỡ văng cây hốt đi và dùng tay phải đấm thật mạnh vào đầu Cừu Mục. Cú đấm khiến đầu Cừu Mục vỡ nát, răng gãy bắn vào một bên cửa và ghim sâu luôn vào đấy. Giết xong Cừu Mục, Nam Cung Trường Vạn lượm kích lên rồi thủng thẳng bước lên xe, coi như không có chuyện gì. Quan Thái tể Hoa Đốc hay tin liền dẫn quân đến bắt. Khi đến gần Đông Cung thì gặp Nam Cung Trường Vạn với khuôn mặt lầm lì đi tới. Hoa Đốc chưa kịp rút kiếm thì bị Nam Cung Trường Vạn dùng kích đâm một nhát chết ngay tại chỗ mà không kịp mắng chửi tiếng nào. Vậy là chỉ trong một phút nóng giận, Nam Cung Trường Vạn đã giết cả ba người.
Nam Cung Trường Vạn vào triều, tôn công tử Du làm vua mới của nước Tống. Các công tử khác nghe tin nước Tống xảy ra biến loạn thì đều bỏ trốn sang nước ngoài, trong số đó có công tử Ngự Thuyết trốn ở đất Bạc (亳). Nam Cung Trường Vạn nói:
"Ngự Thuyết là người học giỏi có tài, nay trốn sang đất Bạc, ắt về sau sinh biến. Chỉ cần giết được Ngự Thuyết là xong, còn các Công tử còn lại thì chẳng đáng ngại."
Nói rồi liền sai em trai mình là Nam Cung Ngưu cùng Mãnh Hoạch đem quân vây đất Bạc. Mùa đông tháng 10 năm đó, Tiêu Thúc Đại Tâm (蕭叔大心) cùng ngũ tộc gồm Đái (戴), Vũ (武), Tuyên (宣), Mục (穆), Trang (莊) hợp lực cùng nước Tào đến đất Bạc giải vây. Công tử Ngự Thuyết cùng Hào công nghe có binh đến cứu thì liền xuất thành ra đánh, cùng giáp công đánh tan quân Tống. Nam Cung Ngưu không chống nổi và bị giết, quân Tống đầu hàng công tử Ngự Thuyết nhiều vô số. Thấy tình hình không khả quan, Mãnh Hoạch không biết làm sao nên đành phải trốn qua nước Vệ. Dẹp được đám quân Tống của Nam Cung Ngưu, Đái Thúc Bì (戴叔皮) hiến kế cho Ngự Thuyết, đó là dựng cờ của quân Tống giả làm quân của Nam Cung Ngưu đã giành được chiến thắng và trở về kinh đô. Ngự Thuyết làm theo cách này, quả nhiên Nam Cung Trường Vạn tưởng thật mở toang cổng thành ra cho quân của Ngự Thuyết vào. Các công tử kéo quân thẳng vào thành, hô lớn:
"Hãy tóm lấy thằng nghịch tặc Nam Cung Trường Vạn rồi đem giết cho ta!"
Nam Cung Trường Vạn biết mình bị trúng kế, bèn định cùng công tử Du lánh nạn thì đám nội thị báo tin là công tử Du đã bị giết. Không còn cách nào khác, Nam Cung Trường Vạn phải trốn qua nước Trần do các nước khác đều đang giao hảo với Tống. Ông định đi ngay nhưng sựt nhớ mẹ già hơn 80 tuổi của mình còn ở nơi dinh thất nên Nam Cung Trường Vạn quay lại đón mẹ mình. Tay trái cầm kích, tay phải đẩy xe cho mẹ, ông chạy đi một mạch mà không một ai dám cản lại. Từ nước Tống đến nước Trần đường xa đến 260 dặm, thế mà Nam Cung Trường Vạn chỉ cần một ngày là đến nơi. Một người có sức mạnh như thế này đúng là tự cổ chí kim khó ai sánh bằng.

## Trốn qua nước Trần và kết cuộc bi thảm
Công tử Du chết, các công tử khác cùng đồng tình để công tử Ngự Thuyết tức vị - tức Tống Hoàn công. Vì có công hiến kế giúp đánh đuổi Nam Cung Trường Vạn nên Tống Hoàn công phong cho Đái Thúc Bì làm Đại phu. Những người trong ngũ tộc có công giúp ông cũng được phong làm quan Đại phu. Tiếp đó sai sứ yêu cầu nước Trần bắt Nam Cung Trường Vạn lại và giao cho nước Tống xử lý. Lúc này công tử Mục Di mới lên 5 tuổi, đứng bên cạnh Tống Hoàn công, nghe nói thế liền cười lớn:
"Không bắt được Nam Cung Trường Vạn đâu."
Tống Hoàn công liền quát:
"Mày là con nít, biết cái chi mà nói."
Công tử Mục Di nói:
"Dũng tướng như hắn thì ai mà chẳng kính trọng. Tống không trọng dụng nữa thì Trần tất dùng. Nếu không có lễ vật thì đời nào nước Trần chịu bắt Nam Cung Trường Vạn?"
Tống Hoàn công nghĩ lại, khen phải. Bèn sai sứ đem nhiều kho tàng lễ vật đến dâng cho nước Trần. Đồng thời cũng sai sứ sang Vệ yêu cầu bắt Mãnh Hoạch về. Vệ Huệ công định che giấu Mãnh Hoạch nhưng quan đại phu Công Tôn Nhĩ khuyên là đừng vì Mãnh Hoạch mà làm tổn hại đến mối quan hệ tốt đẹp giữa hai nước. Vệ Huệ công cho là phải, liền sai người bắt trói Mãnh Hoạch rồi áp giải về nước Tống.
Về phần Nam Cung Trường Vạn, sứ Tống cũng đã đem rất nhiều lễ vật đến nước Trần. Trần Tuyên công tham lễ vật của nước Tống, đồng tình sẽ áp giải Nam Cung Trường Vạn về Tống, nhưng lại sợ sức mạnh của Nam Cung Trường Vạn khiến không thể bắt được nên bèn bảo với công tử Kết nói với Nam Cung Trường Vạn rằng:
"Chúa công tôi có được tướng quân thì khác nào như được mười tòa thành, dẫu nước Tống có cố xin đến đâu Chúa công tôi cũng chẳng nghe. Chúa công tôi sợ tướng quân có lòng nghi hoặc nên sai tôi tới đây tỏ tấm lòng thành cho tướng quân được tường. Nếu tướng quân có chê nước Trần tôi nhỏ mọn và muốn đến một nước lớn hơn thì cũng chả sao. Chúa công của tôi cũng sẽ chuẩn bị hành trang và xe cộ cho ngài, xin hãy cứ thư thả."
Nam Cung Trường Vạn cảm động nói:
"Chúa công đã có lòng bao dung như vậy thì tôi đây rất mến phục, xin được ở lại đây mà tận sức để đáp cái ơn nghĩa này."
Công tử Kết bày tiệc rượu đãi đằng, rồi cùng Nam Cung Trường Vạn kết nghĩa làm huynh đệ. Ngày hôm sau, Nam Cung Trường Vạn thân hành đến dinh công tử Kết để tạ ơn. Công tử Kết lại cũng bày tiệc rượu ra thiết đãi và yêu cầu các cung nữ đến dâng rượu cho Nam Cung Trường Vạn uống đến say mèm. Đợi Nam Cung Trường Vạn đã say ngủ, công tử Kết gọi bọn võ sĩ lại dùng một tấm da tê giác lớn bó Nam Cung Trường Vạn lại, bên ngoài thì dùng dây gân trâu cột lại rất chắc. Tiếp đó công tử Kết hạ lệnh bắt luôn mẹ của Nam Cung Trường Vạn rồi áp giải một lượt về Tống.
Đi đến nửa đường thì Nam Cung Trường Vạn tỉnh rượu, vùng vẫy rất dữ dội. Nhưng da tê giác bền và chặt quá nên không làm sao thoát ra ngoài được. Khi đến gần thành Tống thì tấm da tê giác bị rách, tay chân của Nam Cung Trường Vạn lòi ra ngoài. Bọn binh sĩ thấy vậy liền lấy cái vồ đập nát tay chân của Nam Cung Trường Vạn. Tống Hoàn công ra lệnh lóc thịt Nam Cung Trường Vạn và Mãnh Hoạch đem làm mắm, rồi múc cho các quan mỗi người một ít rồi bảo:
"Kẻ nào làm tôi không trọn đạo thờ vua hãy nhìn vào thứ mắm đó mà làm gương."
Mẹ của Nam Cung Trường Vạn cũng bị xử tội chết.

## Nhận định
Nam Cung Trường Vạn là một dũng tướng, có thể địch lại trăm người. Tuy vậy, ông lại không giữ được sự bình tĩnh mà lại hành động hấp tấp dẫn đến gây họa cho nước Tống. Từ một dũng tướng có tương lai rất triển vọng nhưng vì hành động nông nổi của mình mà ông trở thành một kẻ phản loạn đến nỗi không còn chỗ dung thân và làm liên lụy đến mẹ già.
Dù Nam Cung Trường Vạn phải tội giết vua nhưng lại là một người chí hiếu, trong lúc nguy nan vẫn không quên mẹ ruột của mình. Nói đến tướng Nam Cung Trường Vạn người ta cũng ít để ý đến tội giết vua mà chỉ khen hành động hiếu thảo của ông. Tội giết vua của Nam Cung Trường Vạn xuất phát từ sự nóng nảy điển hình của một võ tướng nhiều hơn là hành động bất trung khi ngay chính Tống Mẫn công cũng là một ông vua thiếu đứng đắn.

## Trong văn hóa đương đại
Câu chuyện của Nam Cung Trường Vạn và Tống Mẫn công đã trở thành bài học về cách đối nhân xử thế. Người Trung Quốc hay dùng câu chuyện này để ví von mối quan hệ giữa các nhân viên và giám đốc trong một công ty. Còn với văn hóa Việt Nam, câu chuyện này như một lời nhắc nhở về việc cẩn trọng trong lời nói và biết điểm dừng dù người đó có là bạn thân của mình đi chăng nữa để tránh những chuyện không hay có thể xảy ra.

## Trong văn học
Nam Cung Trường Vạn là một nhân vật được đề cập trong tiểu thuyết Đông Chu Liệt Quốc, ông xuất hiện ở hồi 17. Toàn bộ những gì diễn ra với Tống Mẫn công và kết cuộc sau đó của ông đều sát thực với chính sử.